# Магдалена Стенбок
Магдалена Стенбок (швед. Magdalena Stenbock, повне ім'я Magdalena Eriksdotter Stenbock; 1649—1727) — шведський політик і власниця світського салону, графиня.
У повідомленнях іноземних послів вона представлена як політично активна фігура, яка представляла Габсбургів у боротьбі проти Франції в 1690-х роках. Вважалося, що вона має великий вплив на політику через свого чоловіка і його службу.

## Біографія
Народилася 14 жовтня 1649 року в родині графа Еріка Стенбока, нащадка Катаріни Стенбок, і його дружини Катерини фон Шверін (Catharina von Schwerin); була сестрою придворної дами Хедвіг Стенбок.

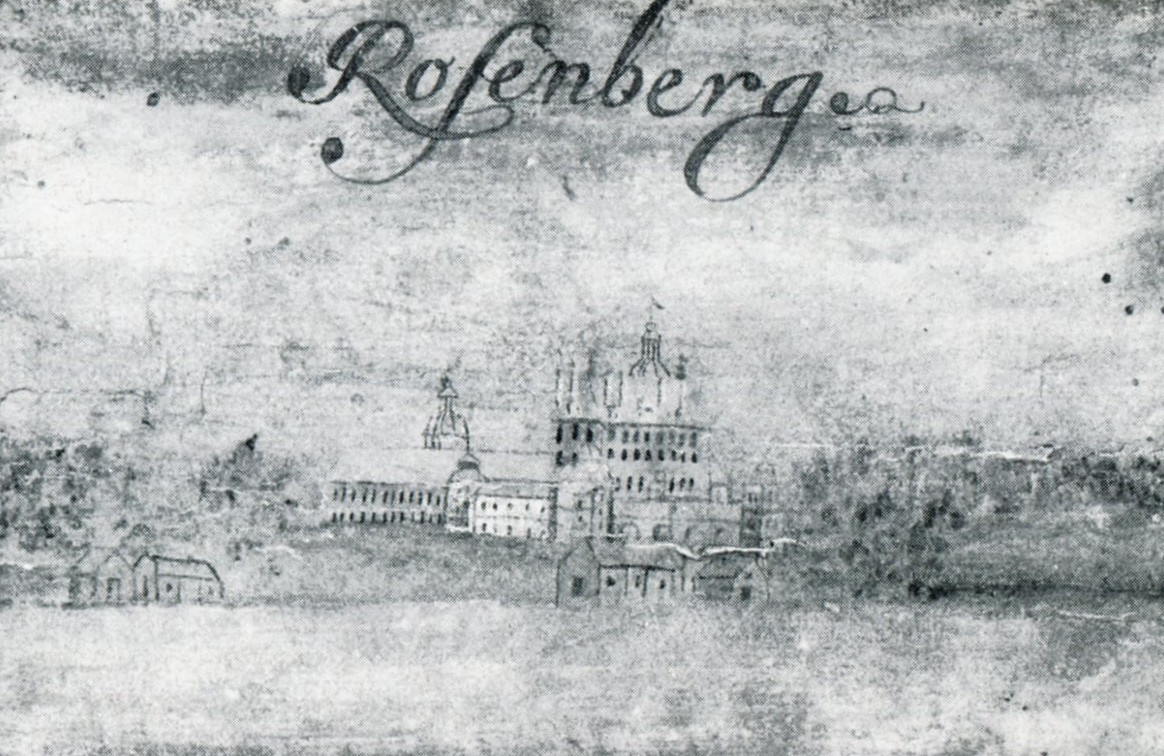
Розербергський палац, 1689 рік

17 грудня 1667 року в Стокгольмі вийшла заміж за члена риксроду графа Бенгта Оксеншерну, який був призначений президентом Національної ради (Канцелярії) в 1680 році. Магдалена володіла салоном в сімейній міській резиденції Hessensteinska palatset для іноземних послів в Стокгольмі, який став центром політичних контактів. Її будинок також слугував загальним місцем зустрічі іноземних дипломатів. Також важливі державні та іноземні персони відвідували Розербергський палац, який був власністю Бенгта Оксеншерна.
Магдалена Стенбок і Бенгт Оксеншерна грали важливу роль як «політична пара» в 1680—1690 роках, вони часто згадувалися в дипломатичних звітах і розглядалися як важливий політичний дует держави, аналогічно подружжю Карлу Піперу і Христині Піпер в наступному десятилітті, а також як Маргарета Джилленстієрна та Арвід Горн в 1720—1730 роках.
Магдалена підтримала кар'єру свого зятя Магнуса Стенбока: в 1693 році вона на його прохання клопотала перед Кларою фон Платен, щоб Магнус отримав посаду в Ганновері (пізніше він був призначений главою шведського посольства у Відні).
Залишившись вдовою в 1702 році, зберегла пенсію покійного чоловіка завдяки Карлу Піперу. Її дочка Єва Оксеншерна була одружена з двоюрідним братом матері — Магнусом Стенбоком.
Цікаво, що після пожежі в королівському палаці Три корони королівська сім'я деякий час жила в будинку Магдалени.
Померла 24 січня 1727 року. Була похована в Уппсалі в Кафедральному соборі.